# مصطفی جوده
مصطفی جوده (انگلیسی: Mustafa Jawda؛ زادهٔ ۱ ژوئیهٔ ۱۹۹۲) یک بازیکن فوتبال اهل عراق است.
از باشگاه‌هایی که در آن بازی کرده‌است می‌توان به النفط، الشرطه، کربلا، الشرطه، الکهربا، و تیم ملی فوتبال عراق اشاره کرد.
وی همچنین در تیم‌های ملی فوتبال Iraq Iraq بازی کرده است.